# NGC 5592
NGC 5592 is een balkspiraalstelsel in het sterrenbeeld Waterslang. Het hemelobject werd op 5 mei 1793 ontdekt door de Duits-Britse astronoom William Herschel.

## Synoniemen
- ESO 446-58
- MCG -5-34-11
- AM 1421-282
- IRAS 14210-2827
- PGC 51428